# Chlorostilbon
Chlorostilbon  (smaragdkolibries) is een geslacht van vogels uit de familie van de kolibries (Trochilidae) en de geslachtengroep Trochilini (briljantkolibries). De wetenschappelijke naam van het geslacht is voor het eerst geldig gepubliceerd in 1853 door  John Gould.
Er zitten tien soorten in deze familie:
- Chlorostilbon alice  – Groenstaartsmaragdkolibrie
- Chlorostilbon assimilis  – Tuinsmaragdkolibrie
- Chlorostilbon gibsoni – Roodsnavelsmaragdkolibrie
- Chlorostilbon lucidus – Goudbuiksmaragdkolibrie
- Chlorostilbon melanorhynchus – West-Andessmaragdkolibrie
- Chlorostilbon mellisugus – Blauwstaartsmaragdkolibrie
- Chlorostilbon olivaresi – Olivares' smaragdkolibrie
- Chlorostilbon poortmani – Kortstaartsmaragdkolibrie
- Chlorostilbon russatus – Koperkleurige smaragdkolibrie
- Chlorostilbon stenurus – Smalstaartsmaragdkolibrie